# Clare Bronfman
Pour les autres membres de la famille, voir Famille Bronfman.
Pour les articles homonymes, voir Bronfman.
Clare Bronfman est une criminelle américaine.

## Biographie

### Enfance et formation
Elle est la fille du milliardaire Edgar Bronfman. Elle est l'héritière de l’entreprise Seagram.

### Adhésion à NXIVM
En 1983, elle découvre les formations favorisant l’épanouissement personnel de Nxivm, qui l'aide à sortir d'une phase où elle est mal dans sa peau.
Elle soutient Nxivm à hauteur de 210 millions de dollars,.

### Condamnation
Ella a plaidé coupable en avril 2019 de fraude à la carte bancaire et d’avoir caché un individu clandestin pour le compte de l’organisation Nxivm. Elle a admis, dans son plaidoyer de culpabilité, qu’elle hébergeait une personne qui vivait illégalement aux États-Unis pour «du travail et des services» non rémunérés.
Elle n’est pas officiellement accusée de liens directs avec le groupe créé par Keith Raniere, mais la justice a estimé que l’apport financier qu’elle avait offert au gourou l’avait aidé à commettre ses crimes.
En 2020, elle est condamnée à 81 mois de prison et d'une amende de 500 000 dollars.
Dans le cadre d’un accord de plaidoyer, Bronfman a accepté de verser 6 millions de dollars.